# Serge Thibodeau
Serge  Thibodeau est un metteur en scène, acteur, scénographe et animateur québécois. Il était co-directeur artistique du Théâtre du Gros Mécano,. Il est connu pour ses rôles de Caboche dans Le Village de Nathalie et celui de Virvent dans Sur la rue Tabaga. Il était réalisateur pour SpectrImage.
Note: À ne pas confondre avec Serge Patrice Thibodeau.

## Filmographie[3],[4]
- 2012 : Nouvelle Adresse : le proprio du bar
- 2011 : Camion : le garagiste
- 2009-2010 : Bienvenue aux dames : Pierre
- 2009 : Le Baiser du barbu : le caméraman
- 2007-2013 : La Galère : l'agent de sécurité
- 2006-2007 : Pendant ce temps, devant la télé : Maurice Ménard
- 2005 : Pure laine : M. Casgrain
- 2004 : L'Audition
- 2004-2006 : Les Bougon, c'est aussi ça la vie! : Rémi Tempo
- 2003-2017 : L'Auberge du chien noir : M. Jones
- 1990: Le défilé du Père Noêl: Co-animateur (avec Fanny Lauzier)[5]
- 1989-1994 : Sur la rue Tabaga : Virvent
- 1988-1989 : Les Mini-stars de Nathalie : le co-animateur
- 1986-1996 : Avec un grand A : le missionnaires du sida
- 1985-1988 : Le Village de Nathalie : Caboche
- 1982 : Les Yeux rouges : Georges St-Georges

## Théâtre
- 2012 : Les Peintres au charbon[6],[7] : Jimmy
- 2011 : Chez nous c'est chez vous[8] : Mongrain
- 2007 : L'Intrus : Réginald Prégjeant
- 2006 : Histoires de camps : rôles variés
- 2004 : Parents à vie[9] : Maurice
- 2002 : Pour hommes seulement: Jean-Guy
- 1998 : Lettre de Cantos : gardien
- 1997 : Vivement lundi : Jérôme
- 1996 : J.-F cherche homme désespérément : rôles variés
- 1995 : Un homme au bord de la crise d'hormone : Jules
- 1994 : Un sofa dans le parc : Pierre
- 1994 : Fuente Ovjeuna : Frondoso
- 1990 : Passion Fast-Food : rôles variés
- 1990 : Le Secret couleur de feu : le père

Metteur en scène
- 2006 : High Life (lecture) (Théâtre d'Aujourd'hui)
- 2006 : Histoires de camp (Théâtre de la Dam-en-Terre)
- 2003 : Les 2 XX[10] (Théâtre du Petit Champlain)
- 2003 : Des vrais chums (avec Line Nadeau) (Théâtre de la Dam-en-Terre)
- 2001 : Les Souliers de la tsarine (L'ourson Doré)
- 2001 : Les Petits Potins du matin(Théâtre des Érables)
- 1998 : Ma grosse chum de fille (Théâtre de l'île d'Orléans)
- 1998 : Faux Départ (Théâtre de la Dam-en-Terre)
- 1998 : A Present of Isaac (Théâtre Le petit Chaplin)
- 1997 : Les Anciennes Odeurs (Café Théâtre Quartier Latin)
- 1996 : Émilie et l'Été de tout les... (Théâtre Le petit Chaplin)
- 1996 : Homme au bord de la crise d'hormone (Théâtre des Érables)
- 1995 : Pieds nus dans le parc (Théâtre de Marieville)
- 1995 : Le Cadeau d'Isaac (Théâtre Le petit Chaplin)
- 1995 : La Chatte et l'Hibou (Théâtre de la Dam-en-Terre)
- 1994 : Pieds nus dans le parc (Théâtre de la Dam-en-Terre)
- 1992 : Ma grosse chum de fille (Théâtre de l'île aux Coudes)
- 1992 : Grabuge à Chioggia (Troupe des Treize)
- 1991 : Berthe et Rose en Floride (Théâtre des Quatre feuilles)
- 1990 : Albatros (Théâtre du Gros Mécano)
- 1988 : Rouge Tandem (Théâtre du Gros Mécano)

Metteur en scène et auteur
- 1986 : Sabotage au bloc 33 (Théâtre du Gros Mécano)

Metteur en scène et comédien
- 2000 : L'amour compte double : Gaston (Théâtre des Érables et Théâtre de la Dam-en-Terre)
- 1993 : Des moutons noirs pure laine : la mère (Théâtre de la Dam-en-Terre)

Metteur en scène et scénographe
- 2002 : Cherchez le mâle (Théâtre de la Roche à Veillon)

Scénographe et comédien
- 2006 : Histoires de camps : rôles variés (Théâtre de la Dam-en-Terre)
- 2005 : Parents à vie[9] : Maurice (Théâtre des Cascades)

Scénographe
- 2014 : Les 100 talents (Théâtre des Tournesols)
- 2013 : Beach Party (Théâtre des Tournesols)
- 2012 : Le Noël du campeur (Théâtre des Tournesols)
- 2008 : L'Amour au recyclage (Théâtre des Cascades)
- 2007 : Snack-bar chez Ben (Théâtre des Cascades)
- 2006 : Des vacances de fou (Théâtre des Cascades)
- 2004 : Pour hommes seulement (Théâtre des Cascades)

## Discographie
- 1986 : Le Village de Nathalie Vol.1: La lettre d'amour[11]
- 1993 : Le Noël magique du Canal Famille [12]